# Aanvaller (ijshockey)
Een aanvaller of forward in het ijshockey is een speler in de voorste linie, met als belangrijkste doel het scoren van doelpunten. Men kan dit dus vergelijken met een aanvaller bij voetbal. In het algemeen schaatsen de aanvallers in drie verschillende rijstroken, ook wel bekend als vleugels, van het eigen doel naar het doel van de tegenstander. 
Bij het ijshockey zijn er drie aanvallers die in de voorste linie staan. Ze verdedigen wel mee maar nemen vaak als eerste weer positie voor de goal van de tegenstander. Deze aanvallers heten de Center, de Left-Winger en de Right-winger. De center is de aanvalsleider. De vleugelspelers zijn meestal de lichtste en meest wendbare spelers. De centers hebben ook een verdedigende rol terwijl de wingers hoog in het vak blijven bij de defence of verdedigers van de tegenstander. 
Het is niet verplicht om in één vleugel te blijven. 'Logeren' in een andere baan helpt bij de vorming van de gemeenschappelijke offensieve strategie, bekend als een driehoek. Dit verkrijgt men door, als de 3 forwards eenmaal voor de goalie staan, constant te blijven cirkelen om de goalie en de puck ondertussen naar elkaar te passen. Hierdoor heb je meer kans om te scoren. Deze strategie zorgt voor een constante stroom van het spel, een poging om de controle van het spel te behouden door een team in het offensief zone. De aanvallers kunnen passen naar de defenders op de blauwe lijn, waardoor het spel vrijgemaakt wordt. Hierdoor kan er een geschoten worden op doel vanaf de punt (blauwe lijn positie waar de verdediging staat) of vanuit het aanvalsvak. Zodra de goalie de puck vast heeft, wordt er afgefloten door de scheidsrechter en is er een face off van een van de blauwe stippen op het ijs.
Enkele bekende (voormalige) aanvallers in het ijshockey zijn Wayne Gretzky, Bret Hull, Mario Lemieux en Jaromir Jagr.